# العلاقات الصينية الروسية منذ عام 1991
العلاقات الصينية الروسية، المعروفة أيضًا باسم العلاقات الصينو روسية، تشير إلى العلاقات الدولية بين جمهورية الصين الشعبية والاتحاد الروسي. تحسنت العلاقات الدبلوماسية بين الصين وروسيا تحسنًا كبيرًا بعد تفكك الاتحاد السوفييتي وتأسيس الاتحاد الروسي في عام 1991. يجادل العالم الأمريكي جوزيف ناي:
مع انهيار الاتحاد السوفييتي، انتهى ذلك التحالف الفعلي بين الولايات المتحدة والصين، وبدأ التقارب بين الصين وروسيا. في عام 1992، أعلن البلدان أنهما يسعيان إلى «شراكة بنّاءة»؛ وفي عام 1996، تقدما نحو «شراكة إستراتيجية»؛ وفي عام 2001، وقعا معاهدة «صداقة وتعاون».
يشترك البلدان بحدود برية طويلة حُددت في عام 1991، وقد وقّعا على معاهدة حسن الجوار والتعاون الودي في عام 2001. عشيّة الزيارة الرسمية للرئيس الصينى شي جين بينغ إلى موسكو في عام 2013، أشار الرئيس الروسي فلاديمير بوتن إلى أن البلدين كوّنا علاقة خاصة. يتمتع البلدان بشراكة وثيقة عسكريًا، واقتصاديًا، وسياسيًا، وثقافيًا، بينما يتقاسمان نفس الموقف ويدعم كل منهما الآخر في العديد من القضايا العالمية. عارض البلدان في السنوات الأخيرة السياسة الخارجية والتوسعية للولايات المتحدة. 

## العلاقات الاقتصادية
تظهر العلاقات الاقتصادية بين روسيا والصين اتجاهات متباينة. كانت التجارة بين البلدين تُقدّر بما بين 5 مليارات دولار و8 مليارات دولار سنويًا في تسعينيات القرن العشرين، ولكنها نمت بشكل مطّرد منذ ذلك الحين فصاعدًا. كان من المقرر أن يصل إلى 100 مليار دولار -الهدف السابق- حتى تدخّلت أزمة عام 2008. تراجعت التجارة إلى نحو 60 مليار دولار في عامي 2015 و2016، لكنها بدأت بالتعافي مرة أخرى في 2017. يتوقع البلدان رفع حجم التجارة إلى 200 مليار دولار بحلول عام 2024.
في عامي 2008-2009، حين مرت روسيا بأزمة مالية، زاد الاقتراض من الصين بشكل حاد. لكن لم يدم هذا المنحى أكثر من عام أو عامين. ومع ذلك، بدأ الاقتراض ينمو بثبات منذ عام 2013.
تأتي معظم صادرات روسيا إلى الصين من قطاع التعدين والبتروكيماويات.
الشكل الرئيسي للتعاون في المجموعة الشاملة للعلاقات الاقتصادية بين روسيا والصين هو التجارة. في الفترة بين عامي 2003-2013، زاد حجم التبادل التجاري المتبادل 7.7 مرة، وفي عام 2014، زاد حجم العمليات الثنائية بشكل أكبر. ساهم تدهور العلاقات بين روسيا والدول الغربية في توسيع العلاقات الاقتصادية مع الصين. تخطط الأطراف بحلول عام 2020 لزيادة التجارة الثنائية إلى 200 مليار دولار. وفقًا لخدمة العملاء الفيدرالية (إف سي إس) للاتحاد الروسي، بلغ حجم التجارة الخارجية لروسيا والصين 66.1 مليار دولار في عام 2016 (كان حجمها 63.6 مليار دولار في عام 2015). لدى روسيا ميزان تجاري سلبي مع الصين: في عام 2016، بلغت الصادرات 28 مليار دولار، وبلغت الواردات 38.1 مليار دولار (في عام 2015، بلغت 28.6 و35.9 مليار دولار على التوالي). ارتفعت حصة الصين في التجارة الخارجية مع روسيا من 12.1% في عام 2015 إلى 14.1% في عام 2016. منذ عام 2010، تُعد الصين أكبر شريك تجاري لروسيا.
يأتي أكثر من نصف صادرات روسيا إلى الصين من الوقود المعدني، والنفط والمنتجات البترولية (60.7%)، يليها الأخشاب والمنتجات الخشبية (9.4%)، والمعادن غير الحديدية (9%)، والأسماك والمأكولات البحرية (3.5%)، و المنتجات الكيميائية (3.3%). الفئات الرئيسية للواردات من روسيا إلى الصين هي الآلات والمعدات (35.9%)، والملابس (13.7%)، والمنتجات الكيميائية (9.1%)، والفراء ومنتجاته (5.6%)، والأحذية (5.3%)، والأثاث (3%). وفقًا للإدارة العامة للجمارك في الصين، زادت التجارة الثنائية في الفترة بين يناير ومايو من عام 2017 بنسبة 26.1% على أساس سنوي، لتصل إلى 32.3 مليار دولار، وقد تتجاوز التجارة المتبادلة 80 مليار دولار في عام 2017 وفقًا لوزارة التجارة الصينية، اعتبارًا من الأول من يناير عام 2016، بلغ حجم الاستثمارات الروسية المباشرة المتراكمة في الصين 946.9 مليون دولار وكانت الاستثمارات الصينية النظيرة أكثر بعشرة أضعاف، وتقدر بنحو 8.94 مليار دولار.
إن المشاركة في منظمات مثل البريكس وآر آي سي (روسيا والهند والصين) لها أهمية كبيرة بالنسبة إلى لعلاقات الاقتصادية الروسية الصينية. في القمة الروسية الصينية التي عُقدت في شنغهاي، أكد فلاديمير بوتين وشي جين بينغ أن «روسيا والصين تؤيدان تحويل البريكس إلى آلية للتعاون والتنسيق بشأن مجموعة واسعة من المشاكل المالية والاقتصادية والسياسية العالمية، بما في ذلك إقامة شراكة اقتصادية أوثق، والتأسيس المبكر لبنك التنمية لدول البريكس؛ لتوسيع الجهود المشتركة للتمثيل وحقوق التصويت للدول ذات الأسواق الناشئة والبلدان النامية في نظام الحكم الاقتصادي العالمي؛ ومن أجل تشكيل اقتصاد عالمي مفتوح؛ ولتعميق التعاون في مجال السياسة الخارجية، بما في ذلك في تسوية النزاعات الإقليمية».
لتسهيل المعاملات المالية في المناطق، ستبرم الصين وروسيا مبادلة للعملة. إن البنوك المركزية، التي وقعت الصين معها مبادلات للعملة، قادرة على إصدار قروض لبنوكها باليوان. وُقِّعت اتفاقية مبادلة العملات مع روسيا بمبلغ 150 مليار يوان (25 مليار دولار). ستجعل مبادلات العملة كلًّا من الروبل واليوان أكثر استقرارًا، ما سيؤثّر إيجابًا على استقرار النظام المالي العالمي. بالإضافة إلى ذلك، قد يسهّل التوسع في تداول العملات عمليات الاستثمار. من خلال الاستثمار في اقتصاد يواجه الآن مشاكل معينة بسبب انخفاض قيمة الروبل وأسعار النفط، تنفّذ الصين توسيعًا خفيفًا وتدعم أحد شركائها الرئيسيين. لطالما دعت الصين وروسيا إلى تقليص دور الدولار في التجارة الدولية، وتهدف كلتاهما إلى تهيئة الظروف لتنمية التجارة الثنائية والاستثمار المتبادل. يعود السبب في معدل إلغاء الدولرة الذي اختارته الدول إلى النمو السريع لحصة الرنمينبي في المدفوعات والتسويات الدولية (أكتوبر 2013: 0.84%، ديسمبر 2014: 2.17%، فبراير 2015: عند 1.81%). قد يؤدي إتمام مبادلة العملة إلى تسهيل المدفوعات، إذ يوجد تقليد للعملة الداخلية، ما يسرّع إجراءات النقل ويقلل من تكلفة التحويل.
في عام 2013، بدأت الصين بإنشاء المنطقة الاقتصادية؛ «طريق الحرير الجديد». صُمّم هذا المشروع في المقام الأول لتعزيز العلاقات الاقتصادية والتعاون وجذب المستثمرين من آسيا وأجزاء أخرى من العالم للمشاركة بشكل فعال في إنشاء «الحزام الاقتصادي لطريق الحرير في القرن الحادي والعشرين». يجب أن تمتد المنطقة من الصين إلى أوروبا عبر آسيا الوسطى وروسيا. ينبغي أن يُؤدّى دور كبير في تمويل هذه المشاريع من خلال إنشاء البنك الآسيوي للاستثمار في البنية التحتية (إيه آي آي بي)، وروسيا طرف فيه. في السنوات الأخيرة، كثّفت الصين وروسيا التعاون في بناء البنية التحتية العابرة للحدود. تُبنى طرق نقل أوراسية جديدة: خط السكة الحديدية «تشونغتشينغ - شينجيانغ - أوروبا»، وطريق «أوروبا الغربية - الصين الغربية»، الذي سيمر عبر روسيا. في شمال شرق الصين والشرق الأقصى الروسي، يعمل كلا البلدين بشكل فعال على تعزيز بناء الجسور والموانئ والمشاريع الأخرى. من المقرر زيادة حجم التجارة الثنائية بين الصين وروسيا إلى 200 مليار دولار بنهاية عام 2020. أبدت روسيا اهتمامًا بالتعاون مع دول الاتحاد الاقتصادي الأوراسي (إي إيه إي يو). من المفترض أن يعمل الاتحاد الاقتصادي الأوراسي بوصفه منصةً مهمة للتعاون متعدد الأطراف في المنطقة، إذ إن جميع المشاركين جيران ودودون وشركاء لروسيا، وشركاء تقليديون أيضًا للصين. روسيا مهتمة بإنشاء منطقة تجارة حرة بين الاتحاد الاقتصادي الأوراسي والصين، وأيضًا باستخدام العملة الوطنية في هذه المنطقة.

## مقارنة بين البلدين
هذه مقارنة عامة ومرجعية للدولتين:
| وجه المقارنة                                              | الصين                    | روسيا                                   |
| --------------------------------------------------------- | ------------------------ | --------------------------------------- |
| المساحة (كم2)                                             | 9.60 مليون               | 17.08 مليون                             |
| عدد السكان (نسمة)                                         | 1.33 مليار               | 146.80 مليون                            |
| الكثافة السكانية (ن./كم²)                                 | 138.54                   | 8.59                                    |
| العاصمة                                                   | بكين                     | موسكو                                   |
| اللغة الرسمية                                             | اللغة الصينية القياسية   | اللغة الروسية                           |
| العملة                                                    | رنمينبي                  | روبل روسي                               |
| الناتج المحلي الإجمالي (بليون دولار)                      | 12.24 تريليون            | 1.58 تريليون                            |
| الناتج المحلي الإجمالي (تعادل القوة الشرائية) بليون دولار | 19.82 تريليون            | 3.69 تريليون                            |
| الناتج المحلي الإجمالي الاسمي للفرد دولار أمريكي          | 8.03 ألف                 | 9.09 ألف                                |
| الناتج المحلي الإجمالي للفرد دولار أمريكي                 | 13.21 ألف                |                                         |
| مؤشر التنمية البشرية                                      | 0.728                    | 0.798                                   |
| رمز المكالمات الدولي                                      | +86                      | +7                                      |
| رمز الإنترنت                                              | .cn، .中国 ‏، .中國 ‏      | .ru، .рф، .рус ‏، .su                    |
| المنطقة الزمنية                                           | توقيت الصين، ت ع م+08:00 | Magadan Time ‏، ت ع م+02:00، ت ع م+12:00 |

## مدن متوأمة
في ما يلي قائمة باتفاقيات التوأمة بين مدن صينية وروسية:
- ترتبط Yuzhong, Chongqing [الإنجليزية]‏ مع فلاديمير باتفاقية توأمة منذ 2004.
- ترتبط مودانجيانغ مع خاباروفسك باتفاقية توأمة منذ 23 ديسمبر 1991.
- ترتبط يانغتشو مع بالاشيكا باتفاقية توأمة منذ 1997.
- ترتبط شانغهاي مع سانت بطرسبرغ باتفاقية توأمة منذ 1994.[20][20][20][20]
- ترتبط بينغدينغشان مع سيزران باتفاقية توأمة.
- ترتبط لينكانغ مع دوبنا باتفاقية توأمة.
- ترتبط دانيانغ، جيانغسو مع إيليكتروستال باتفاقية توأمة منذ 16 أكتوبر 2012.
- ترتبط شوزهو مع ريازان باتفاقية توأمة منذ 26 نوفمبر 2005.[21][21][21][21]
- ترتبط هايكو مع خاباروفسك باتفاقية توأمة منذ 2 نوفمبر 1998.[22][23][22][22]
- ترتبط شوانغياشان مع ماغادان باتفاقية توأمة.
- ترتبط Manzhouli [الإنجليزية]‏ مع تشيتا باتفاقية توأمة منذ 29 أبريل 1992.
- ترتبط تزو تشانغ مع كينيل باتفاقية توأمة.
- ترتبط أورومتشي مع تشيليابنسك باتفاقية توأمة منذ 2004.[24][24]
- ترتبط تشانغتشون مع كراسنويارسك باتفاقية توأمة منذ 27 أكتوبر 1980.[25][25][25][25]
- ترتبط بينزهو مع كالوغا باتفاقية توأمة.
- ترتبط ونجو مع سانت بطرسبرغ باتفاقية توأمة منذ 1 يونيو 1998.[26][26][26][26]
- ترتبط هاربن مع كراسنويارسك باتفاقية توأمة منذ 30 نوفمبر 2018.[27][28][27][28]
- ترتبط كايفنغ مع أومسك باتفاقية توأمة منذ 4 أغسطس 2007.[29][29][30][31]
- ترتبط زيبو مع فيليكي نوفغورود باتفاقية توأمة.[32][32]
- ترتبط سانيا مع خاباروفسك باتفاقية توأمة.
- ترتبط لاسا مع إيليستا باتفاقية توأمة.
- ترتبط جينينغ مع تاغانروغ باتفاقية توأمة.
- ترتبط فوزهو مع أومسك باتفاقية توأمة منذ 15 أكتوبر 2003.[33][34][35][36]
- ترتبط جويوان مع كالينينغراد باتفاقية توأمة منذ 2011.
- ترتبط خيخه مع كراسنويارسك باتفاقية توأمة منذ 11 يوليو 1992.
- ترتبط تاي يوان مع سيكتيفكار باتفاقية توأمة منذ 1994.
- ترتبط سويهوا مع بيلوغورسك باتفاقية توأمة.
- ترتبط يانيونغانغ مع فولجسكي باتفاقية توأمة.
- ترتبط شينينغ مع إيجيفسك باتفاقية توأمة.
- ترتبط بكين مع موسكو باتفاقية توأمة منذ 14 مارس 1979.
- ترتبط تشينغداو مع سانت بطرسبرغ باتفاقية توأمة منذ 22 يناير 2013.[37][37][37][37]
- ترتبط شنيانغ مع إيركوتسك باتفاقية توأمة.
- ترتبط داليان مع فلاديفوستوك باتفاقية توأمة منذ 1988.
- ترتبط تونغهوا مع ماغادان باتفاقية توأمة.
- ترتبط مقاطعة شوتشنغ مع إيليكتروستال باتفاقية توأمة منذ 20 ديسمبر 2010.
- ترتبط كيكيهار مع كراسنويارسك باتفاقية توأمة منذ 29 أبريل 2008.[38][38][38][38]
- ترتبط مدينة جيلين مع فولغوغراد باتفاقية توأمة منذ 1987.
- ترتبط ويهاي مع سوتشي باتفاقية توأمة.
- ترتبط هوايان مع مغنيتاغورسك باتفاقية توأمة منذ 8 سبتمبر 2003.[39][40][41][42]
- ترتبط داتشينغ مع كراسنويارسك باتفاقية توأمة منذ 2002.
- ترتبط بنشي مع إيليكتروستال باتفاقية توأمة منذ 6 أبريل 2011.
- ترتبط جياموسى مع كومسومولسك-نا-أموري باتفاقية توأمة.
- ترتبط جويكسي [الإنجليزية]‏ مع توسنو باتفاقية توأمة منذ 1 ديسمبر 2015.
- ترتبط لياوتشنغ مع نابريجنيي تشلني باتفاقية توأمة.
- ترتبط لويانغ مع تولياتي باتفاقية توأمة منذ 1 أبريل 2000.
- ترتبط شيانيانغ مع كالوغا باتفاقية توأمة.
- ترتبط هيغانغ مع بيروبيجان باتفاقية توأمة.
- ترتبط تشنغدو مع سانت بطرسبرغ باتفاقية توأمة.
- ترتبط سيبينغ مع محج قلعة باتفاقية توأمة.
- ترتبط تشونغتشينغ مع فلاديمير باتفاقية توأمة منذ 1982.

## منظمات دولية مشتركة
يشترك البلدان في عضوية مجموعة من المنظمات الدولية، منها:
| علم المنظمة | اسم المنظمة                                      | تاريخ انضمام الصين | تاريخ انضمام روسيا |
| ----------- | ------------------------------------------------ | ------------------ | ------------------ |
|             | المنظمة الهيدروغرافية الدولية                    | ?                  | ?                  |
|             | مجموعة العشرين                                   | ?                  | 26 سبتمبر 1999     |
|             | منظمة الشرطة الجنائية الدولية                    | ?                  | 27 سبتمبر 1990     |
|             | مجلس الأمن التابع للأمم المتحدة                  | 25 أكتوبر 1971     | 24 ديسمبر 1991     |
|             | الاتحاد البريدي العالمي                          | ?                  | ?                  |
|             | منظمة التجارة العالمية                           | 11 ديسمبر 2001     | 22 أغسطس 2012      |
|             | الفريق المعني برصد الأرض                         | ?                  | ?                  |
|             | مجموعة الموردين النوويين                         | ?                  | ?                  |
|             | مؤسسة التنمية الدولية                            | 24 سبتمبر 1960     | 16 يونيو 1992      |
|             | مؤسسة التمويل الدولية                            | 15 يناير 1969      | 12 أبريل 1993      |
|             | منظمة شانغهاي للتعاون                            | 26 أبريل 1996      | 26 أبريل 1996      |
|             | منتدى التعاون الاقتصادي لدول آسيا والمحيط الهادئ | 2 أكتوبر 1991      | 1 نوفمبر 1998      |
|             | الأمم المتحدة                                    | 25 أكتوبر 1971     | 24 أكتوبر 1945     |
|             | منظمة حظر الأسلحة الكيميائية                     | ?                  | ?                  |
|             | الاتحاد الدولي للاتصالات                         | 1 سبتمبر 1920      | 1866               |
|             | البنك الدولي للإنشاء والتعمير                    | 27 ديسمبر 1945     | 16 يونيو 1992      |
|             | بريكس                                            | ?                  | 16 يونيو 2009      |
|             | وكالة ضمان الاستثمار متعدد الأطراف               | 30 أبريل 1988      | 29 ديسمبر 1992     |
|             | يونسكو                                           | 4 نوفمبر 1946      | 21 أبريل 1954      |
|             | منتدى آسيان الإقليمي ‏                            | ?                  | ?                  |

## وصلات خارجية
- موقع وزارة الخارجية الصينية
- موقع وزارة الخارجية الروسية